# リチャード・ウーリー
リチャード・ウーリー（Sir Richard van der Riet Woolley 、1906年4月24日 – 1986年12月24日）はイギリスの天文学者である。太陽天文学が専門で、1955年から王室天文官となった。
ドーセット州ウェイマスに生まれた。家族と南アフリカ連邦に移り、ケープタウン大学で学んだ後、イギリスに戻りケンブリッジ大学で学んだ。ウィルソン山天文台に2年働いた後1933年からグリニッジ天文台で働いた。
太陽天文学の専門家で、1939年オーストラリア、キャンベラのストロムロ山天文台（コモンウェルズ太陽天文台）の所長となった。1953年王立協会フェロー選出。後にイギリスに戻り1956年から1971年王室天文官（グリニッジ天文台長）を務めた。天文台機能のグリニッジからハーストモンシュウへの移転を指揮した。1971年に王立天文学会ゴールドメダルを受賞した。1972年から1976年まで新設された南アフリカ天文台の所長を務めた。